# Heterachthes unituberosus
Heterachthes unituberosus är en skalbaggsart som beskrevs av Martins och Maria Helena M. Galileo 1999. Heterachthes unituberosus ingår i släktet Heterachthes och familjen långhorningar. Inga underarter finns listade i Catalogue of Life.